# Trybuna Ludu
Trybuna Ludu (Tribuna Popular en polaco) fue uno de los de los principales periódicos en la Polonia comunista. Fue el diario oficial del Partido Obrero Unificado Polaco (PZPR por sus siglas en polaco) y uno de sus principales órganos de propaganda.

## Historia

### Formación

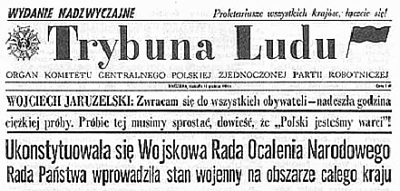
Un ejemplar de Trybuna Ludu del 14 de diciembre de 1981, con el titular informando sobre la ley marcial en Polonia.

El 16 de diciembre de 1948 los dos principales partidos comunistas de Polonia, el Partido Obrero Polaco y el Partido Socialista Polaco, se fusionaron para formar el Partido Obrero Unificado Polaco. Los periódicos respectivos de ambos partidos, Robotnik y Głos Ludu, se unieron y Trybuna Ludu fue creado.

### Significado
Desde mediados del siglo XX los medios de comunicación en Polonia por el PZPR y los diarios no eran la excepción. El contenido de Trybuna Ludu y sus competidores estaban marcados por la dependencia al partido. Desde el inicio el Trybuna Ludu dominaba el mercado. Para fines de 1981 el número de ejemplares circulando llegaba al millón. Debido a lo creciente de la oposición al partido, el número de suscriptores de Trybuna Ludu creció y alcanzaba cerca de 1.9 millones a fines de los años 80.

### Disolución del partido y del periódico
La disolución del PZPR ocurrió el 28 de enero de 1990, horas después de que se imprimiera la última edición del Trybuna Ludu. Desapareció y se relanzó como Trybuna Kongresowa, el diario fue incapaz de sobrevivir a la caída del comunismo en Polonia.
Después de 1990, mucho de lo tradicional del periódico fue asumido de forma no oficial por Trybuna, un diario de la izquierda polaca. Debido a que el número de lectores era de menos de 50, 000 y a sus condiciones económicas, Trybuna cerró en 2009.

### Editores en jefe
| Name                | Term began | Term ended |
| ------------------- | ---------- | ---------- |
| Leon Kasman         | 1948       | 1953       |
| Władysław Matwin    | 1953       | 1957       |
| Leon Kasman         | 1957       | 1967       |
| Stanisław Mojkowski | 1967       | 1972       |
| Józef Barecki       | 1972       | 1980       |
| Wiesław Bek         | 1980       | 1985       |
| Jerzy Majka         | 1985       | 1990       |